# Филон Джалалій
Джалалій Филон Прокопович (у різних джерелах Джелалій, Джаджалій, Джеджалій, Джеджелій, Дженжелій, Джаджелей, Джечелей, Джечелий, Джаджала, Джаджалих, Джаджалик, Джулай, Дзялак, Джеджалик; імовірно Вереміївка, Київське воєводство, Річ Посполита — бл. 1659) — український військовий діяч кримськотатарського походження, полковник прилуцький, черкаський, кропивнянський, дипломат, один з видатних полководців Визвольної війни, сподвижник Богдана Хмельницького.

## Життєпис
Як вважають дослідники, за походженням своїм він є кримським татарином. Підлітком, а може, ще в дитинстві, він потрапив до козаків у полон, прийняв православ'я та став козаком.
Служив сотником Переяславського полку.
Один з найближчих сподвижників Богдана Хмельницького, учасник багатьох битв, починаючи з 1648 р. 
Брав участь у Жовтоводській битві 1648, Корсунській битві 1648, Пилявецькій битві 1648, Зборівській битві 1649 . 

## Битва при Жовтих Водах. Повстання реєстрових козаків.
Основна стаття Битва під Жовтими Водами
Військо Речі Посполитої, вислане для придушення повстання Хмельницького, було поділено на дві частини: чотири реєстрові козацькі полки (4 тис) та 1200 найманців вирушили на човнах по Дніпру, а один реєстровий козацький полк (Переяславський, командир - Душинський), підрозділи кварцяних та надвірно-магнатських формувань загальною чисельністю біля 4 тис. чоловік - по суходолу.
24 квітня (або 4 травня) 1648 Ф. Джалалій очолив повстання реєстрових козаків у Кам'яному Затоні. За творами Кащенка та Рігельмана він особисто усунув одного з очільників, надісланих Потоцьким, Івана Барабаша, що поклало край сумнівам і остаточно спонукало реєстрових козаків до знищення супроводжувального рейтарського загону та переходу на бік Хмельницького.
13 травня 1648 р. козацькі полки, очолювані Ф. Джалалієм, прибули до табору Б. Хмельницького під Жовтими Водами. Вони демонстративно пройшли перед табором Речі Посполитої і мушкетною пальбою вітали Богдана Хмельницького. Повстання також істотно покращило забезпечення артилерією армії Богдана Хмельницького: реєстрові козацькі полки привезли 12 легких гармат – фальконетів і одну Наступного дня козаки - реєстровці, а також надворні драгуни, що перебували у таборі Речі Посполитої, перейшли на бік повстанців. 

## Участь вЗборівській битві
В ході підготовки до Зборівської битви, Б. Хмельницький вживає заходів щодо організації постійно діючої глибинної розвідки. Створення розвідувальної мережі забезпечувалося сотнями Прилуцького полку разом з татарськими підрозділами, а керівництво розвідки здійснював Ф. Джалалій. Напередодні Зборівської битви він очолював бойове забезпечення української армії, тобто всі види розвідки (а це провідна функція штабу). Отже, це він визначив вигідне місце для Зборівської битви і момент атаки передового загону козацької армії на військо Речі Посполитої (під час його переправи через р. Стрипу). Відомо, що Ф. Джалалій займав у гетьманській військово-державній структурі посаду одного з генеральних осавулів.  Вищенаведене дає підстави вважати, що Ф. Джалалій був начальником штабу української армії.
У 1649 р. очолив включений до реєстру Зборівської угоди новостворений Кропивнянський полк, сформований на базі Іркліївського та Лубенського полків.

## Участь в битві під Берестечком.
У битві під Берестечком — наказний гетьман. 

## Участь в дипломатичних заходах
Виконував важливі дипломатичні доручення, очолював перше посольство України в Османській імперії до Стамбула в жовтні — листопаді 1648, де було укладено союз із Османською імперією.
У вересні 1650 очолював українське посольство до молдовського господаря Василя Лупула.

## Конфлікт із Богданом Хмельницьким
У 1654 року посварився з гетьманом через відмову присягати Московії після Переяславської ради. 
Улітку 1654, за розповіддю лубенського козака М. Михайленка, який опинився у полоні Речі Посполитої, Джалалій полаявся з гетьманом (Хмельницьким) і сказав йому:

| «Ти, гетьмане, не довго нап'єшся води Дніпрової.»[4] |
Богдан відповів:
"А ти - перше, а я по тобі, як мене живого видиш"

## Повстання Пушкаря і Барабаша
Наприкінці травня 1659 під Полтавою стояв табір гетьмана Івана Виговського, який розпочав перемовини з Мартином Пушкарем. Однієї ночі з відома Джалалія, полк якого охороняв табір, було вчинено заколот: вирішили заарештувати Виговського та видати М. Пушкареві. Виговського врятували охоронці, який розбуджений серед уночі врятувався втечею.
Загинув, імовірно, під час Конотопської битви 1659 на посаді полковника Черкаського полку. За іншими даними убитий Мартином Пушкарем після невдалого замаху на Івана Виговського.

## Вшанування пам'яті
У місті Черкаси є вулиця Филона Джалалія. 
Також у місті Золотоноша є вулиця Джеджелія. 

## Цікавий факт
Іван Франко свої перші твори публікував під псевдонімом Джеджалик, ймовірно на честь Филона Джалалія.